# Greatest Hits (Chamillionaire)
Greatest Hits è una compilation del rapper Chamillionaire, pubblicato nel 2003.

## Tracce
1. Intro
2. Flow (Batter Up)
3. Flow (Ms. Jackson)
4. Flow (King Koopa)
5. Flow (Oochie Wally)
6. Flow (Don't Stare At Us)
7. Flow (Runnin' The Game)
8. Flow (Lap Dance)
9. Flow (That's Gangsta)
10. Flow (Air Force Ones)
11. Flow (What Y'all Niggas Gone Do)
12. Flow (Trendsetta)
13. Flow (E.I.)
14. Flow (Set It Off)
15. Flow (After Da Kappa 2K1)
16. Flow (Next Episode)